# تئودور مومسن
کریستیان ماتیاس تئودور مومسن (به آلمانی: Christian Matthias Theodor Mommsen) (زادهٔ ۳۰ نوامبر ۱۸۱۷ – درگذشته ۱ نوامبر ۱۹۰۳) پژوهش‌گر، تاریخ‌نویس، حقوق‌دان، روزنامه‌نگار، سیاستمدار و باستان‌شناس آلمانی بود. وی همچنین بزرگ‌ترین نویسنده کلاسیک در سدهٔ ۱۹ به حساب می‌آید. کار او بر روی تاریخ روم هنوز برای پژوهش‌ها به‌عنوان پایه شناخته می‌شود. او در سال ۱۹۰۲ جایزه نوبل ادبیات را برنده شد. وی همچنین یک سیاستمدار مهم در آلمان و عضو پارلمان آلمان و پروس بود. کار او بر قانون روم و قانون اجبارها تأثیر به سزایی بر روی قانون مدنی آلمان داشت.

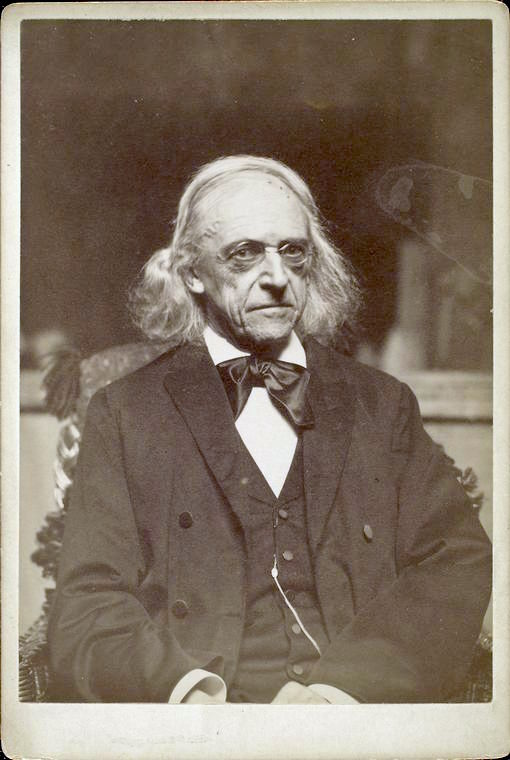
مومسن در آخرین سال در حرفه‌اش

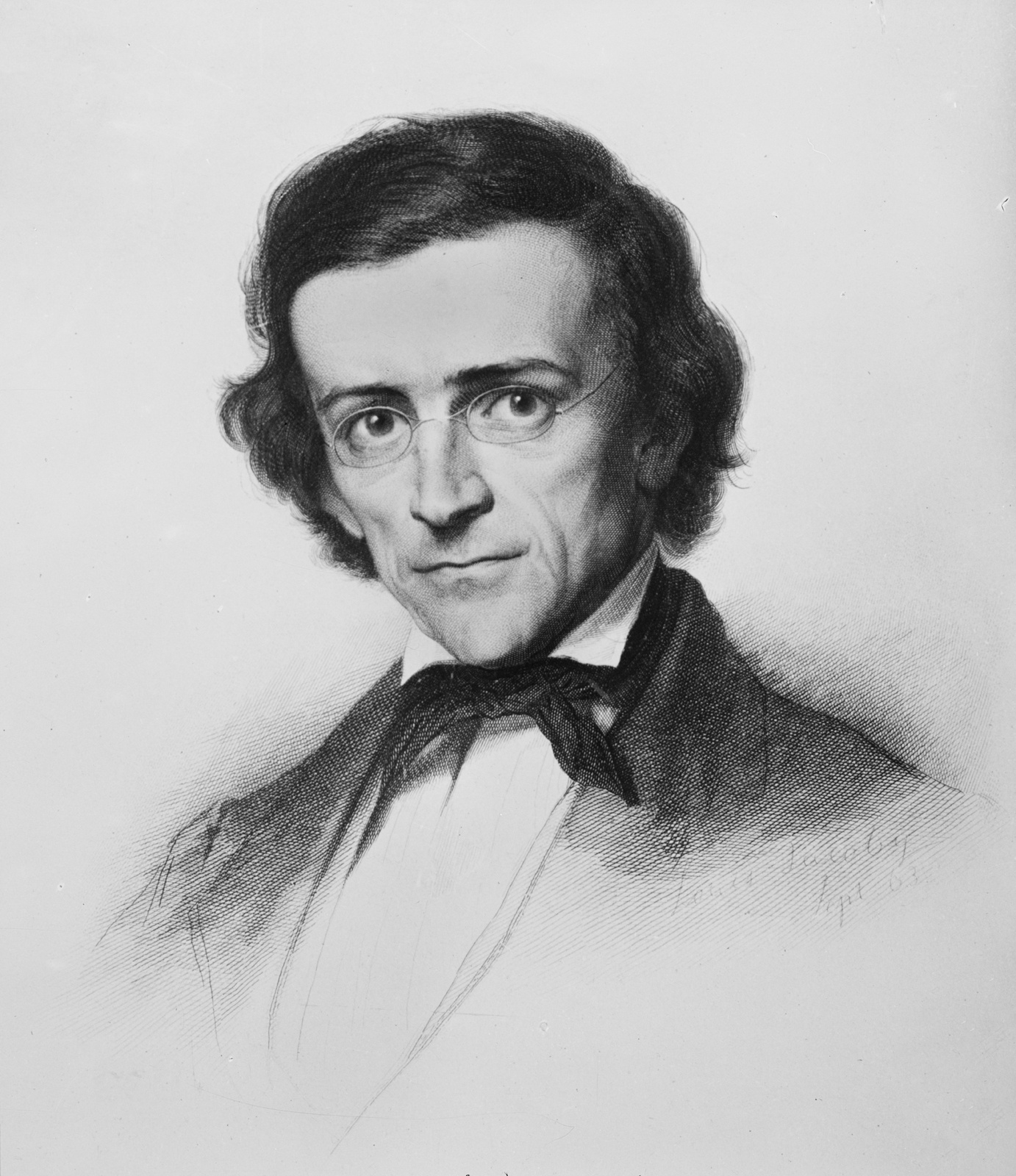
مومسن در سال ۱۸۶۳

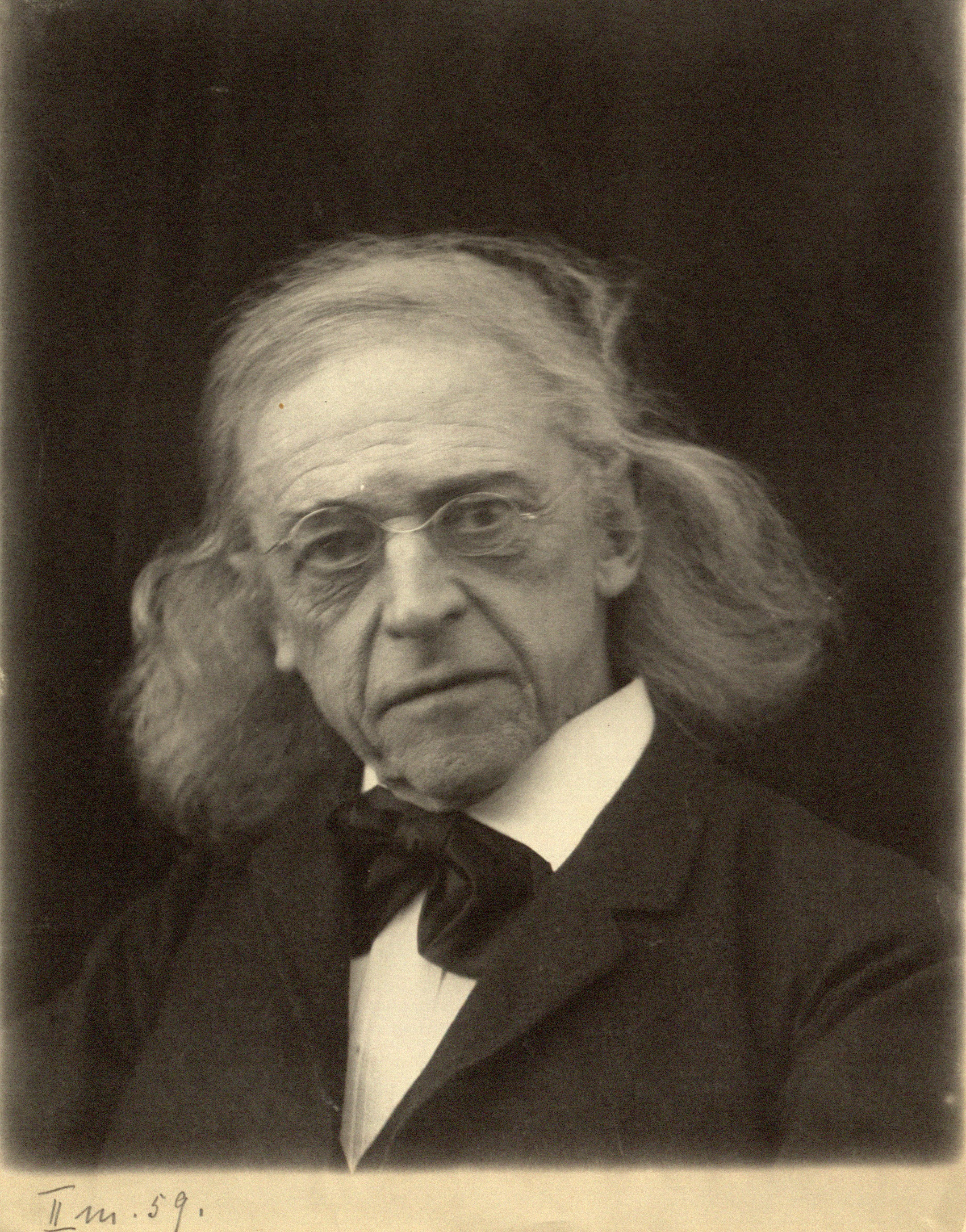
در سال ۱۸۸۷

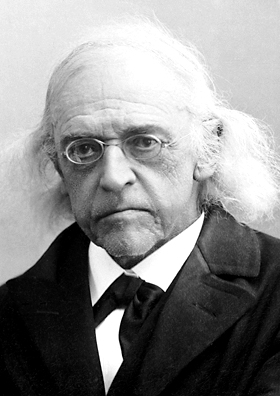
در سال ۱۹۰۲ زمانی که جایزه نوبل را برنده شد.